# De panda van Wanda
De panda van Wanda is het 202e stripverhaal van Jommeke. De reeks wordt getekend door striptekenaar Jef Nys.Scenarist is Jan Ruysbergh. 

## Verhaal
Er gebeuren vreemde dingen in de tuin van Jommeke. Wanneer Teofiel een bamboestruik plant, blijkt de struik de volgende dag opgegeten te zijn. Jommeke gaat op onderzoek. Hij ontdekt al snel dat een panda de dader is. Maar wanneer de eigenares van de panda lastig wordt gevallen door twee gemene mannen, komen Jommeke en Filiberke te hulp. De jongedame geeft nu onze vrienden wat uitleg. Ze heet Wanda, en ze heeft gewerkt voor Miguel Mott. Deze man verhandelt panda's vanuit een natuurreservaat. Wanda wil voorkomen dat dit ook met haar panda gebeurt. Na een tijdje weet het dier toevallig te ontsnappen en de twee gemene mannen ontvoeren hem. Jommeke en zijn vrienden besluiten om de panda te redden en vertrekken richting China. Daar komen ze bij het kamp van Miguel Mott aan. Doch door een valstrik worden onze vrienden gevangengenomen maar kunnen later door Flip gered worden. Miguel Mott en zijn bende worden dan uitgeschakeld. Tot slot wordt Wanda beheerder van het natuurreservaat. Jommeke en zijn vrienden keren huiswaarts. Alles loopt goed af.